# Nadine Angerer
Pour les articles homonymes, voir Angerer.
Nadine Angerer est une footballeuse allemande née le 10 novembre 1978 à Lohr am Main. 
Elle joue au poste de gardienne de but.

## Biographie
Elle joue au FC Wacker Munich, puis dans la section féminine du Bayern Munich, avant de signer en 2001 au 1.FFC Turbine Potsdam, club phare du football féminin allemand.
Elle connait sa première sélection en équipe nationale en 1997, à l'occasion d'un match face aux Pays-Bas. Au 28 juillet 2013, elle totalise 124 sélections.
Nadine participe à la Coupe du monde féminine 2003 avec l'équipe d'Allemagne, puis à celle de 2007 organisée en Chine. Elle remporte ces deux compétitions avec la Nationalelf. À noter que lors de la Coupe du monde 2007, elle n'encaisse aucun but durant le tournoi et arrête même un penalty en finale contre le Brésil. Présente aux Jeux olympiques de Pékin, elle remporte la médaille de bronze avec l'Allemagne, sa troisième médaille de bronze après les olympiades de Sydney en 2000 et Athènes en 2004. Le 28 juillet 2013, elle gagne pour la cinquième fois le Championnat d'Europe des Nations, organisé en Suède. En finale elle n'encaisse aucun but, et arrête même deux penaltys. 
Le 13 janvier 2014, elle remporte le prix de meilleure joueuse FIFA et devient la première gardienne à remporter ce titre. 
Elle met un terme à sa carrière internationale après une quatrième place au Mondial 2015.

### Vie privée
En 2010, elle fait son coming out en tant que bisexuelle.

## Palmarès
- Joueuse mondiale de la FIFA 2013
- Joueuse de l'année de l'UEFA en 2013[3].
- Championne du monde : 2003 et 2007.
- Championne d'Europe : 1997, 2001, 2005, 2009 et 2013.
- Meilleure joueuse du Championnat d'Europe 2013[4].
- Médaille de bronze aux Jeux olympiques de Sydney en 2000, aux Jeux olympiques d'Athènes en 2004 et aux Jeux olympiques de Pékin en 2008.
- Vainqueur de la Coupe UEFA féminine en 2005
- Finaliste de la Coupe UEFA féminine en 2006
- Championne d'Allemagne en 2004 et 2006
- Vainqueur de la Coupe d'Allemagne féminine (DFB-Pokalsieger) en 2004, 2005 et 2006
- Vainqueur de la Coupe d'Allemagne en salle en 2004 et 2005